# Baltic League 2009/10
Die Baltic League 2009/10 war die fünfte Saison des Fußballwettbewerbs für baltische Vereinsmannschaften und fand zwischen dem 22. September 2009 und 4. Juli 2010 statt. Sieger wurde der FK Ventspils aus Lettland, der sich im Finale mit 5:3 im Elfmeterschießen gegen Sūduva Marijampolė aus Litauen durchsetzen konnten.

## Modus
An der Baltic League nahmen erstmals die jeweils fünf bestplatzierten Teams der estnischen Meistriliiga, der lettischen Virslīga und der litauischen A Lyga teil. Ein zusätzlicher Platz wurde dem Land eingeräumt, aus dem der Titelverteidiger stammte, in diesem Fall Litauen. Entgegen den beiden Vorsaisons wurde das Turnier in einem reinen K.-o.-System mit Hin- und Rückspiel ausgetragen. Bei Torgleichheit entschied erneut die Auswärtstorregel, das abschließende Finale wurde zudem wieder in einem einzigen Spiel entschieden.

## Teilnehmer
Aufgrund der Nichterfüllung finanzieller Bestimmungen im Lizenzierungsverfahren nahmen nicht die fünf bestplatzierten Teams der litauischen Liga teil, nur drei Mannschaften erhielten in erster Instanz die Lizenz für die oberste Spielklasse. Der Vorjahressieger der Baltic League und Zweitplatzierte der A Lyga, FBK Kaunas, sowie der Sechstplatzierte der A Lyga, Atlantas Klaipėda, zogen sich aufgrund von Differenzen mit dem Litauischen Fußballverband zunächst freiwillig aus der ersten Liga zurück. Beide Mannschaften wurden daraufhin in die dritte Liga strafversetzt. Zudem wurde dem Fünftplatzierten VMFD Žalgiris Vilnius die Lizenz verweigert und die Mannschaft in die zweite Liga zurückgestuft. Somit nahm aus Litauen neben dem Erst-, Dritt- und Viertplatzierten, welche sich regulär qualifizierten, auch der Siebtplatzierte FC Šiauliai aus der ersten Liga sowie der Erst- und Drittplatzierte aus der zweiten Liga, Tauras Tauragė sowie Banga Gargždai, am Wettbewerb teil.
In Lettland gab es ebenfalls eine Abweichung bei den Teilnehmern. Da nach der Saison der Fünftplatzierte FC Daugava Daugavpils mit dem Viertplatzierten FC Dinaburg fusionierte, wurde ein Platz frei. Dieser stand eigentlich dem Sechstplatzierten FK Riga zu, diese mussten jedoch Insolvenz anmelden, so dass FK Jūrmala-VV als Siebtplatzierter nachrückte.

## Achtelfinale
Die Hinspiele im Achtelfinale wurden zwischen dem 22. September und 8. Oktober 2009 ausgetragen, die Rückspiele zwischen dem 27. Oktober und 10. November 2009.
|                    | Gesamt |                       | Hinspiel | Rückspiel |
| ------------------ | ------ | --------------------- | -------- | --------- |
| FC Dinaburg        | 0w/o 1 | Vėtra Vilnius         | 0:0      | w/o       |
| JK Nõmme Kalju     | 2:6    | FK Liepājas Metalurgs | 0:1      | 2:5       |
| Sūduva Marijampolė | 3:1    | JK Trans Narva        | 2:0      | 1:1       |
| JK Kalev Sillamäe  | 1:4    | Skonto Riga           | 1:3      | 0:1       |
| FK Jūrmala-VV      | 2:3    | Ekranas Panevėžys     | 1:3      | 1:0       |
| Tauras Tauragė     | 1:3    | FC Levadia Tallinn    | 1:0      | 0:3       |
| FC Šiauliai        | 2:4    | FC Flora Tallinn      | 1:1      | 1:3 n. V. |
| Banga Gargždai     | 1:2    | FK Ventspils          | 0:0      | 1:2       |

## Viertelfinale
Die Hinspiele im Viertelfinale wurden am 6. und 7. April 2010 ausgetragen, die Rückspiele am 4. und 5. Mai 2010.
|                       | Gesamt |                    | Hinspiel | Rückspiel |
| --------------------- | ------ | ------------------ | -------- | --------- |
| Vėtra Vilnius         | 1:3    | FK Ventspils       | 1:2      | 0:1       |
| FC Flora Tallinn      | 2:1    | Ekranas Panevėžys  | 0:0      | 2:1       |
| Sūduva Marijampolė    | 1:0    | FC Levadia Tallinn | 0:0      | 1:0       |
| FK Liepājas Metalurgs | 2:0    | Skonto Riga        | 1:0      | 1:0       |

## Halbfinale
Die Hinspiele im Halbfinale wurden am 26. Mai 2010 ausgetragen, die Rückspiele am 8. und 9. Juni 2010.
|                    | Gesamt |                       | Hinspiel | Rückspiel |
| ------------------ | ------ | --------------------- | -------- | --------- |
| FK Ventspils       | 2:0    | FC Flora Tallinn      | 2:0      | 0:0       |
| Sūduva Marijampolė | 4:2    | FK Liepājas Metalurgs | 3:0      | 1:2       |

## Finale
| Sūduva Marijampolė                          | Sūduva Marijampolė | FK Ventspils | FK Ventspils |
| ------------------------------------------- | --- | --- | ------------ |
| Sūduva Marijampolė                          | \| 4. Juli 2010 in Marijampolė (Sūduvastadion) \| \| Ergebnis: 3:3 n. V. (1:1, 0:0), 3:5 i. E. \| \| Zuschauer: 3.000 \| \| Schiedsrichter: Sten Kaldma ( Estland) \| | \| 4. Juli 2010 in Marijampolė (Sūduvastadion) \| \| Ergebnis: 3:3 n. V. (1:1, 0:0), 3:5 i. E. \| \| Zuschauer: 3.000 \| \| Schiedsrichter: Sten Kaldma ( Estland) \| | FK Ventspils |
| Sūduva Marijampolė                          | Marius Rapalis – Nerijus Radžius, Alfredas Skroblas, Eimantas Valaitis – Liu Chao, Karolis Chvedukas (79. Andrius Urbšys), Sandro Grande, Sergiy Kozyuberda (84. Esaú), Vaidas Slavickas – Evaldas Grigaitis (71. Ričardas Beniušis), Povilas Lukšys Cheftrainer: Donatas Vencevičius | Aleksandrs Koļinko – Vladimirs Bespalovs, Ritus Krjauklis – Grigori Chirkin, Michael Tukura, Aleksejs Višņakovs (86. Jevgēņijs Kosmačovs), Artūrs Zjuzins – Alexandru Dedov, Ritvars Rugins (65. Jurijs Žigajevs), Aleksandr Solovjovs (53. Ivan Shpakov), Jewgeni Postnikow Cheftrainer: Nuncio Zavettieri ( Italien) | FK Ventspils |
| Sūduva Marijampolė                          | 1:1 Ričardas Beniušis (90.) 2:3 Ričardas Beniušis (114.) 3:3 Andrius Urbšys (120.) | 0:1 Alexandru Dedov (82.) 1:2 Jurijs Žigajevs (99. Elfmeter) 1:3 Michael Tukura (105.) | FK Ventspils |
| Sūduva Marijampolė                          | Elfmeterschießen | | FK Ventspils |
| Sūduva Marijampolė                          | 1:1 Esau Garcia Alvarez 2:2 Sandro Grande 3:3 Ričardas Beniušis Andrius Urbšys verschießt | 0:1 Jurijs Žigajevs 1:2 Ivan Shpakov 2:3 Alexandru Dedov 3:4 Michael Tukura 3:5 Grigori Chirkin | FK Ventspils |
| Sūduva Marijampolė                          | Alfredas Skroblas (23.), Eimantas Valaitis (103.), Liu Chao (111.), Andrius Urbšys (120.) | Grigori Chirkin, Alexandru Dedov, Jevgēņijs Kosmačovs | FK Ventspils |
| 4. Juli 2010 in Marijampolė (Sūduvastadion) | | |              |
| Ergebnis: 3:3 n. V. (1:1, 0:0), 3:5 i. E.   | | |              |
| Zuschauer: 3.000                            | | |              |
| Schiedsrichter: Sten Kaldma ( Estland)      | | |              |

## Torschützenliste
| Rang | Name                  | Verein                | Tore |
| ---- | --------------------- | --------------------- | ---- |
| 1    | Vjatšeslav Zahovaiko  | FC Flora Tallinn      | 4    |
| 2    | Viktors Dobrecovs     | FK Liepājas Metalurgs | 3    |
| 2    | Povilas Lukšys        | Sūduva Marijampolė    | 3    |
| 2    | Ričardas Beniušis     | Sūduva Marijampolė    | 3    |
| 5    | Andrius Urbšys        | Sūduva Marijampolė    | 2    |
| 5    | Dominykas Galkevičius | Ekranas Panevėžys     | 2    |
| 5    | Oskars Kļava          | FK Liepājas Metalurgs | 2    |
| 5    | Sergei Schumilin      | FK Ventspils          | 2    |